# 2666 Ґреммі
2666 Ґреммі (2666 Gramme) — астероїд головного поясу, відкритий 8 жовтня 1951 року.
Тіссеранів параметр щодо Юпітера — 3,119.